# Madre Teresa de Calcutá
Anjezë Gonxhe Bojaxhiu, M.C. (Skopje, 26 de agosto de 1910 — Calcutá, 5 de setembro de 1997), conhecida como Madre Teresa de Calcutá ou Santa Teresa de Calcutá, foi uma religiosa católica de etnia albanesa naturalizada indiana, fundadora da congregação das Missionárias da Caridade, cujo carisma é o serviço aos mais pobres dos pobres por meio da vivência do Evangelho de Jesus Cristo. Em 2015, a congregação fundada por ela contava com mais de 5 mil membros em 139 países. Por seu serviço aos pobres, tornou-se conhecida ainda em vida pelo cognome de "Santa das Sarjetas".
Madre Teresa teve o seu trabalho reconhecido ao longo da vida por instituições dentro e fora da Índia, recebendo o Prêmio Nobel da Paz em 1979. É considerada por alguns como a missionária do século XX. Foi beatificada em 2003 pelo Papa João Paulo II e canonizada em 2016 pelo Papa Francisco na Praça de São Pedro, no Vaticano.
Apesar do reconhecimento internacional, Madre Teresa foi criticada pelas condições das casas dos moribundos de quem ela cuidava. Christopher Hitchens, Michael Parenti, Aroup Chatterjee e o Conselho Mundial Hindu destacaram-se nas críticas a Madre Teresa. Alguns estudos sugerem que a sua imagem de pessoa caridosa e humanitária seja um mito.

## Biografia

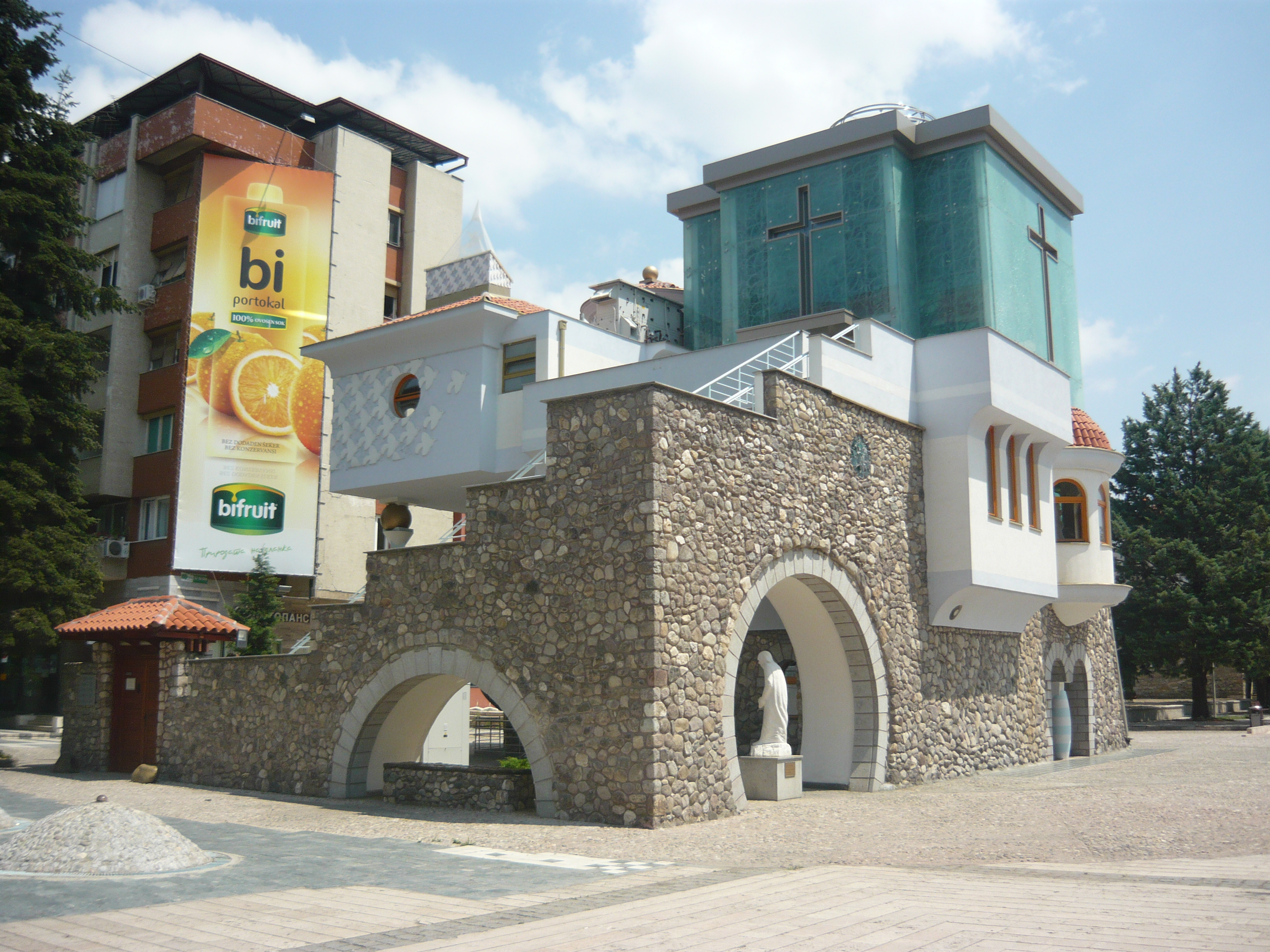
Casa memorial de Madre Teresa na Macedônia do Norte.

Madre Teresa de Calcutá nasceu em 26 de agosto de 1910, em Üsküp, então capital do vilaiete do Kosovo, subdivisão do Império Otomano. Tinha pais de etnia albanesa, numa família de três filhos, sendo duas moças e um rapaz. Seus pais eram Nikollë Bojaxhiu e Dranafile Bernai. Considerava 27 de agosto, o dia em que recebeu o sacramento do batismo, como o seu "verdadeiro aniversário". Sua cidade natal é hoje a atual Skopje, capital da Macedónia do Norte.
Começou por fazer votos aos dezoito anos nas Irmãs de Nossa Senhora do Loreto (Instituto Beatíssima Virgem Maria), na Irlanda, onde viveu por pouco tempo.
Várias décadas depois, em 1965, a Santa Sé aprovou a Congregação Missionárias da Caridade e, entre 1968 e 1989, estabeleceu a sua presença missionária em países como Albânia, Rússia, Cuba, Canadá, Palestina, Bangladesh, Austrália, Estados Unidos da América, Sri Lanka, Itália, antiga União Soviética e China.[carece de fontes?]
A ela é atribuída a citação: "Não usemos bombas nem armas para conquistar o mundo. Usemos o amor e a compaixão. A paz começa com um sorriso." O reconhecimento do mundo pelo seu trabalho concretizou-se com o Prêmio Templeton, em 1973, e com o Nobel da Paz, no dia 17 de outubro de 1979.[carece de fontes?]
Morreu em 1997 aos 87 anos, de ataque cardíaco, quando preparava um serviço religioso em memória da princesa Diana de Gales, sua grande amiga, que morreu num acidente de automóvel em Paris. Tratado como um funeral de Estado, vários foram os representantes do mundo que quiseram estar presentes para prestar homenagem. As televisões do mundo inteiro transmitiram ao vivo durante uma semana, os milhões que queriam vê-la no estádio Netaji. Encontra-se sepultada em Motherhouse Convent, Calcutá, Bengala Ocidental na Índia. No dia 19 de outubro de 2003, o Papa João Paulo II beatificou Madre Teresa de Calcutá.[carece de fontes?]
O seu trabalho missionário continua através da irmã Nirmala, eleita no dia 13 de março de 1997 como sua sucessora.[carece de fontes?]

### Fase não teísta

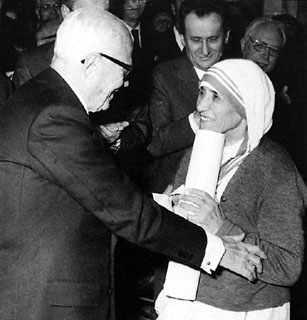
Presidente da Itália Sandro Pertini recebendo Madre Teresa, em 1978.

Uma coleção de cartas dirigidas a uns poucos conselheiros espirituais e recolhidas no livro "Madre Teresa: Venha Ser Minha Luz" (Mother Teresa: Come Be My Light) publicado em 4 de setembro de 2007, traduzido e publicado no Brasil pela editora Thomas Nelson, organizado pelo Padre Brian Kolodiejchuk, postulador da causa da sua canonização revelaram, segundo alguns, dúvidas profundas de Madre Teresa sobre sua fé em Deus, provocando discussões sobre uma possível posição agnóstica.
Madre Teresa, em suas cartas, descreveu como sentia falta de respostas de Deus. Em 1956 escreveu: "Tão profunda ânsia por Deus - e ... repulsa - vazio - sem fé - sem amor - sem fervor. Almas não atrai - O céu não significa nada - reze por mim para que eu continue sorrindo para Ele apesar de tudo." Em 1959: "Se não houver Deus - não pode haver alma - se não houver alma então, Jesus - Você também não é real."
Uma de suas cartas ao Padre Neuner dizia: "Pela primeira vez ao longo de 11 anos - cheguei a amar a escuridão. - Pois agora acredito que é parte, uma parte muito, muito pequena da escuridão e da dor de Jesus neste mundo. O Senhor ensinou-me a aceitá-la [como] um 'lado espiritual de sua obra', como escreveu. - Hoje senti realmente uma profunda alegria - que Jesus já não pode passar pela agonia - mas que quer passar por mim. - Abandono-me a Ele mais do que nunca. - Sim - mais do que nunca estarei à disposição".
No entanto, o texto de suas cartas não afetou a campanha por sua santificação, já que a Igreja defende que outros santos também demonstraram dúvidas em relação a sua fé, como por exemplo São Tomé.
- A crise espiritual.

Segundo o postulador da causa da canonização de Madre Teresa e autor do livro, a sua crise espiritual começou nos anos 1950, logo após a fundação da ordem das Missionárias da Caridade; a partir daí "viveu uma grande fase de escuridão interior que se prolongou até a sua morte". "Sabia que estava unida a Deus, mas não conseguia sentir nada". Este fenômeno é conhecido na tradição e na teologia mística cristã, e foi São João da Cruz quem o chamou de noite escura do espírito, o que considera uma etapa no caminho de alguns santos no caminho de identificação com Deus.
- Silêncio divino.

Bento XVI comentando as cartas disse que este silêncio serve para que os crentes percebam a situação daqueles que não acreditam em Deus. Falando sobre as experiências místicas da beata disse que "tudo aquilo que já sabíamos se mostra agora ainda mais abertamente: com toda a sua caridade, a sua força de fé, Madre Teresa sofria com o silêncio de Deus".
- Antídoto contra o sentimentalismo.

Kolodiejchuk enxerga na atitude da beata um antídoto contra o sentimentalismo: "A tendência em nossa vida espiritual, e também na atitude mais geral relativamente ao amor, é que o que conta são os nossos sentimentos. Assim a totalidade do amor é o que sentimos. Mas o amor autêntico a alguém requer o compromisso, fidelidade e vulnerabilidade. Madre Teresa não "sentia" o amor de Cristo, e poderia ter cortado, mas levantava-se às 4h30min. cada manhã por Jesus e era capaz de escrever-lhe: Tua felicidade é o único que quero. Este é um poderoso exemplo, inclusive em termos não puramente religiosos."

### Beatificação e canonização
Foi beatificada em 19 de outubro de 2003 pelo Papa João Paulo II, devido ao milagre ocorrido com Monica Besra, uma indiana que terá sido curada de um tumor no estômago de forma inexplicável, graça que foi atribuída à intercessão de Madre Teresa de Calcutá.
O Papa Francisco proclamou Madre Teresa de Calcutá como santa no Jubileu da Misericórdia, em 4 de setembro de 2016. A canonização aconteceu depois de a Igreja Católica ter aprovado, por unanimidade, a cura extraordinária do brasileiro Marcílio Haddad Andrino em 2008, que se encontrava em coma devido a abscessos no cérebro e hidrocefalia. Apesar de sua discrição e de evitar entrevistas, ele participou da cerimônia de canonização. No dia 11 de fevereiro de 2025, o pontífice inscreveu sua memória como facultativa no Calendário Romano Geral, podendo assim ser celebrada por toda a Igreja.

### Títulos e homenagens
- Padma Shri – Índia, 1962.[26]

Presidente Reagan presenteando a Madre Teresa com Medalha Presidencial da Liberdade em 1985.

- Ramon Magsaysay Award Foundation – Filipinas, 1962.[27]
- Prêmio Nobel para a Paz – Noruega, 1979.[3]
- Doutora honoris causa em Medicina e Cirurgia pela Faculdade de Medicina e Cirurgia da Universidade Católica do Sagrado Coração – Itália, 1981.[28]
- Medalha Presidencial da Liberdade – Estados Unidos, 1985.[29]

Deus Caritas Est
O Papa Bento XVI na sua encíclica Deus Caritas Est, de 25 de dezembro de 2005, "sobre o amor cristão", cita Madre Teresa como exemplo de pessoa de oração e ao mesmo tempo de fé operativa:
A piedade não afrouxa a luta contra a pobreza ou mesmo contra a miséria do próximo. A beata Teresa de Calcutá é um exemplo evidentíssimo do fato que o tempo dedicado a Deus na oração não só não lesa a eficácia nem a operosidade do amor ao próximo, mas é realmente a sua fonte inexaurível. Na sua carta para a Quaresma de 1996, essa beata escrevia aos seus colaboradores leigos: 'Nós precisamos desta união íntima com Deus na nossa vida cotidiana. E como poderemos obtê-la? Através da oração.

## Marca registrada
Em 2016, o hábito de Madre Teresa, tida como imagem indissociável de sua figura, um sári branco com três listas azuis, foi registrado junto ao Departamento de Patentes da Índia visando evitar o uso comercial indevido. Este é o primeiro caso de copyright de uma vestimenta religiosa no mundo.
O hábito foi usado pela primeira vez por Madre Teresa em 1948, e, durante mais de três décadas, os tecidos foram desenvolvidos por doentes com lepra, que viviam em habitações sob alçada da ordem das Missionárias da Caridade, nas imediações de Calcutá.

## Críticas e controvérsias
Os críticos de Madre Teresa, nominalmente Christopher Hitchens, Aroup Chatterjee e Robin Fox, argumentam que sua organização fornecia ajuda abaixo dos padrões e possuía como interesse primário a conversão de pessoas à beira da morte para o Catolicismo. Além disso, afirmam que Madre Teresa teria usado as doações que recebeu para atividades missionárias em outros lugares, em vez de gastar na melhoria do padrão de ajuda médica de sua fundação. Esses críticos colocaram objeções fortes às virtudes de Madre Teresa e têm recebido a atenção de um número cada vez maior de pessoas.
Em 1994, Hitchens publicou um artigo no The Nation intitulado "O Demônio de Calcutá". Para ele, as próprias palavras de Madre Teresa a respeito da pobreza provam que "suas intenções não eram de ajudar as pessoas". Chegou a afirmar, inclusive, que Madre Teresa mentiu a certos doadores sobre o destino de suas contribuições. Hitchens também foi a única testemunha chamada pelo Vaticano para fornecer evidências contra a beatificação e canonização de Madre Teresa.
Outro crítico feroz, o Dr. Aroup Chatterjee (autor de Madre Teresa: O Veredito Final, 2003), afirma que a imagem pública que Madre Teresa possui enquanto protetora dos pobres e enfermos é deturpada. Ele afirma categoricamente que o número de pessoas que realmente recebem auxílio da ordem das Missionárias da Caridade não chega perto do que os ocidentais são levados a acreditar.

## Cinema e literatura
- Madre Teresa é o tema do filme-documentário (1969) e do livro Algo bonito por Deus (1971) de Malcolm Muggeridge.
- Em 1994 ela foi o tema do documentário Hell's Angel, de Christopher Hitchens e Tariq Ali, exibido no Channel 4 da Inglaterra.
- Madre Teresa: Em Nome dos Pobres de Deus é um filme de 1997 dirigido por Kevin Connor estrelado por Geraldine Chaplin. Ganhou em 1998 o prêmio Art Film Festival.
- A vida de Madre Teresa foi retratada em 2003 em minissérie de televisão italiana Madre Teresa, estrelada por Olivia Hussey como Madre Teresa. Posteriormente, foi lançado internacionalmente como um filme de televisão Madre Teresa de Calcutá e recebeu o Prêmio Camie em 2007.
- The Letters, 2014 ‧ Drama/Filme biográfico ‧ Um drama que explora a vida de Madre Teresa através de cartas que ela escreveu ao seu amigo e conselheiro espiritual, Padre Celeste van Exem, ao longo de um período de aproximadamente cinquenta anos.